# Blanda
A Blanda folyó Izland északi részén található és a Hofsjökull gleccser felől északnyugati irányban folyik, míg el nem éri a Húnaflói öblöt Blöndúósnál. 125 kilométeres hosszával a Blanda folyó Izland egyik leghosszabb folyója. Vízgyűjtő területe körülbelül 2370 négyzetkilométert tesz ki.A Blanda-folyó forrása nagyjából 800 méteres tengerszint feletti magasságban található az Izlandi-felföldön.
A folyó egyike azon vízfolyásoknak a szigeten, amelyek lazacfogásra alkalmasak. Nyaranta akár 3000 lazacot is kifoghatnak a folyó vizéből. Mielőtt 1990-ben gát épült a folyón lazacivadékok számára készítettek egy ívóhelyet a hofsjökull gleccser lábánál. A Blanda-folyón létesült vízerőmű 150MW energiát szolgáltat.

## Képgaléria

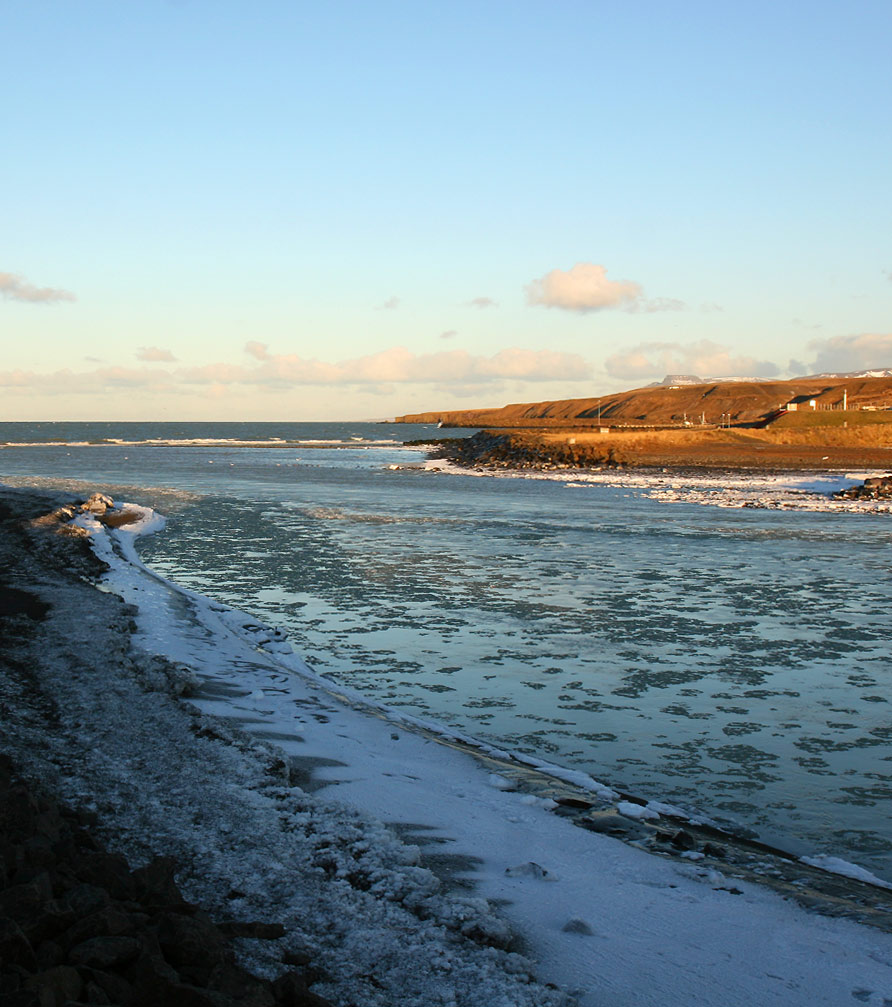
A Blanda torkolata
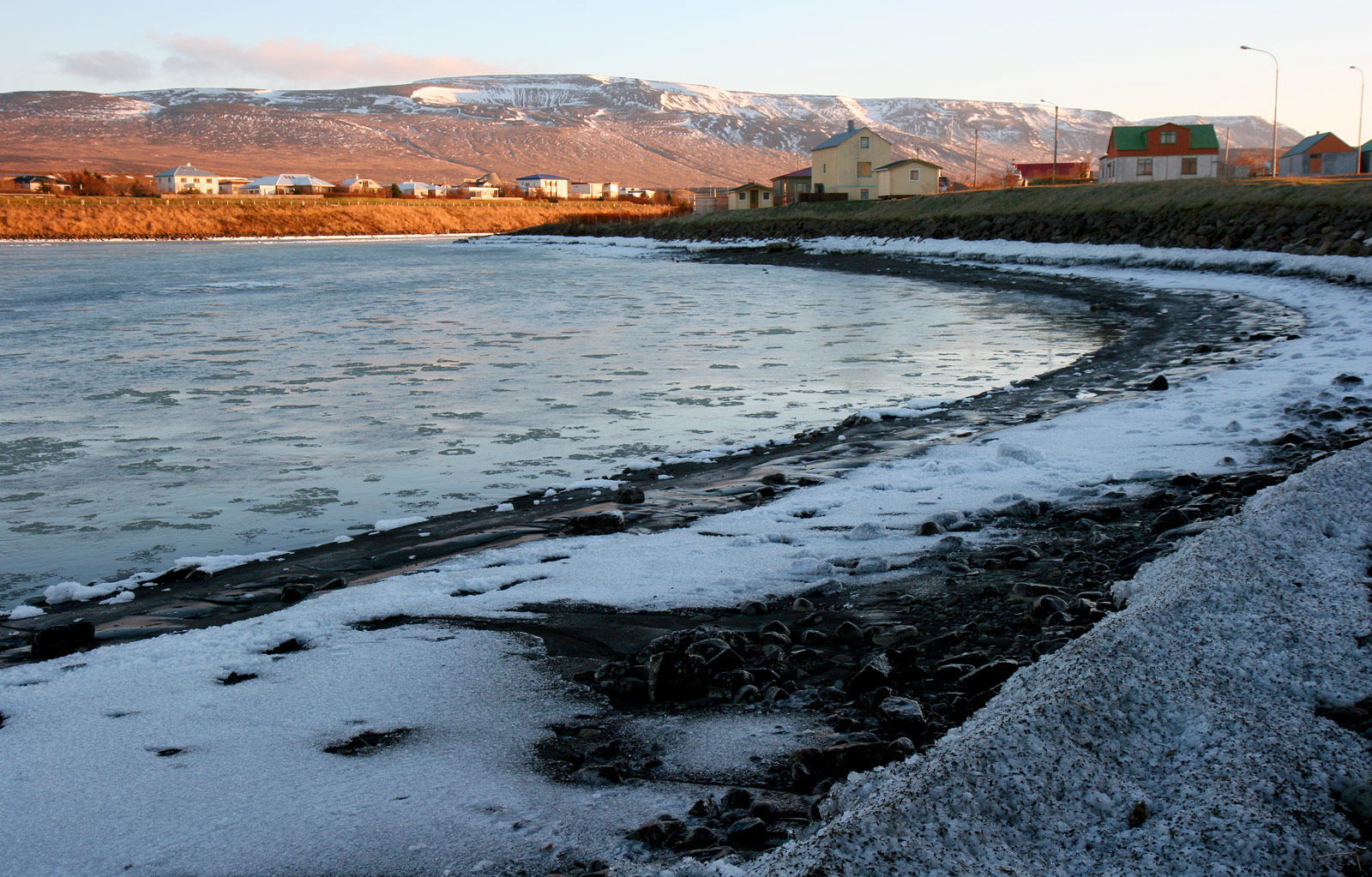
A Blanda folyó, ahogy keresztülfolyik Blönduóson
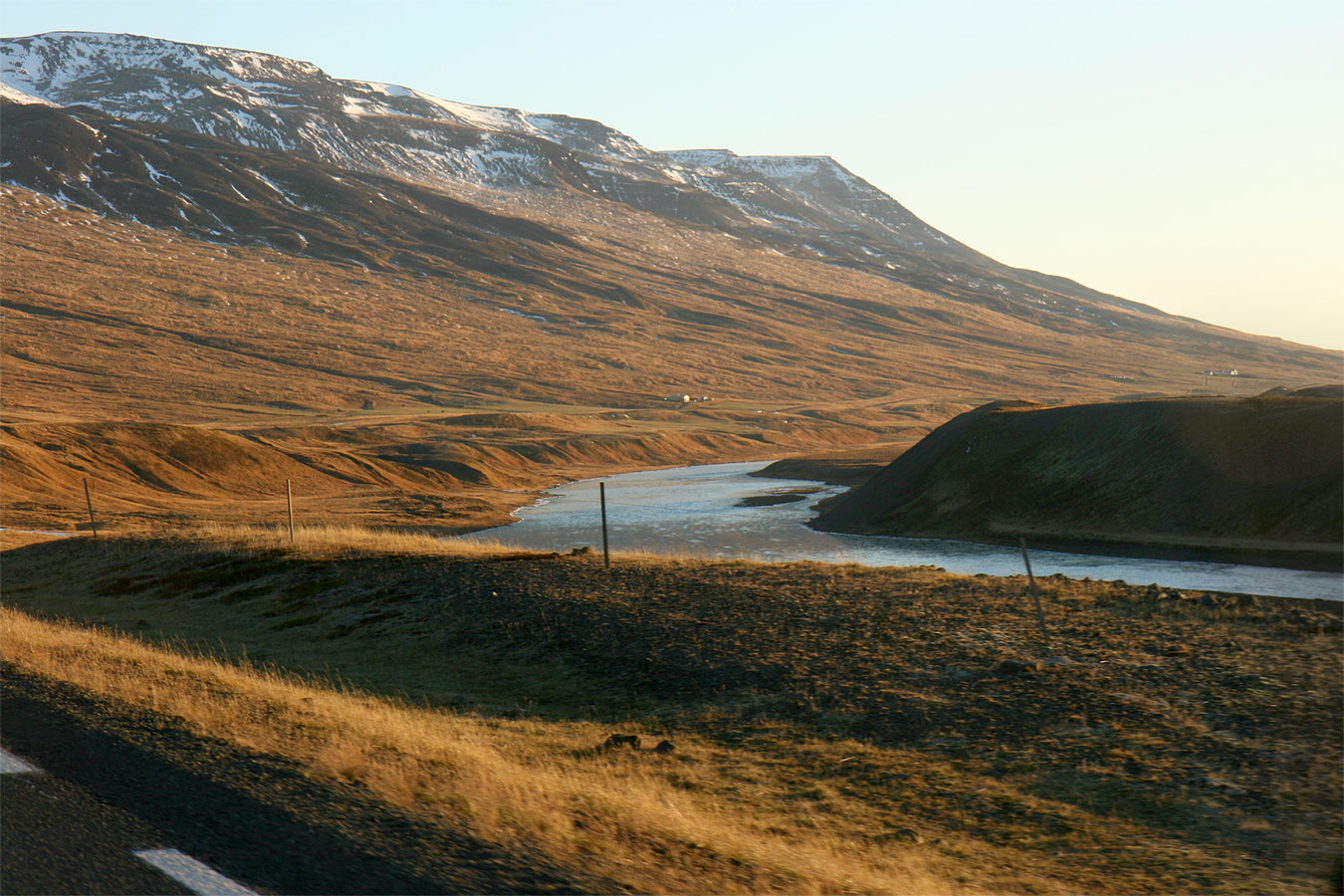
A Blanda folyó a Langadalsfjallnál

## Fordítás
Ez a szócikk részben vagy egészben  a   Blanda River című angol Wikipédia-szócikk ezen változatának fordításán alapul.  Az eredeti cikk szerkesztőit annak laptörténete sorolja fel. Ez a jelzés csupán a megfogalmazás eredetét és a szerzői jogokat jelzi, nem szolgál a cikkben szereplő információk forrásmegjelöléseként.